# Hedda Berntsen
Hedda Helene Berntsen (* 24. April 1976 in Oslo) ist eine ehemalige norwegische Skisportlerin. In den ersten Jahren ihrer Karriere war sie im Telemarken aktiv, später als alpine Skirennläuferin startete sie insbesondere in der Disziplin Slalom, schließlich in der Freestyle-Disziplin Skicross.

## Biografie
Berntsen betrieb in ihrer Jugend die Ski-Sportart Telemarken. Bei den Telemark-Weltmeisterschaften 1997 gewann sie die Goldmedaille in der Disziplin Classic.
Am Alpinen Skiweltcup nahm Berntsen erstmals in der Saison 1999/2000 teil. Dort startete sie nahezu ausschließlich im Slalom, konnte aber nur gelegentlich Spitzenresultate einfahren. Sie platzierte sich insgesamt achtmal unter den besten zehn. Beste Platzierungen waren vier fünfte Plätze, die sie zwischen Januar und November 2001 erreichte. Im selben Jahr gelang ihr auch mit Rang 28 die beste Platzierung ihrer Karriere in der Gesamtwertung des Skiweltcups.
Den größten Erfolg ihrer Alpin-Karriere feierte sie bei den Skiweltmeisterschaften 2001 in St. Anton, als sie im Slalom überraschend auf den dritten Rang fuhr. Den Gewinn der Bronzemedaille konnte sie aber weder bei den Olympischen Winterspielen 2002 noch bei den Weltmeisterschaften 2003 nur annähernd bestätigen.
Wegen anhaltender Erfolglosigkeit wechselte Berntsen zur Disziplin Skicross. Im Februar 2007 startete sie erstmals im Freestyle-Skiing-Weltcup. Bei den Freestyle-Weltmeisterschaften 2007 in Madonna di Campiglio erreichte sie den zehnten Platz. Bereits bei ihrem dritten Weltcuprennen gelang ihr im Januar 2008 mit dem zweiten Rang im Skicross der erste Podestplatz. Ihr erstes Rennen gewann sie am 10. Januar 2009 in Les Contamines.
Am 23. Februar 2010 gewann Berntsen bei den Olympischen Spielen die Silbermedaille im Skicross, hinter der Kanadierin Ashleigh McIvor und vor der Französin Marion Josserand. Dieser Erfolg kam etwas überraschend, da sie in der laufenden Weltcupsaison nie besser 19. gewesen war. Bei den Winter X Games gewann Berntsen in den Jahren 2006 und 2012 jeweils die Silbermedaille. Ende 2013 trat sie vom Spitzensport zurück.
Berntsen gewann im Jahr 2025 die 16. Staffel der Reality-Show Mesternes mester, in der ehemalige norwegische Spitzensportler gegeneinander antreten. Nach Gro Hammerseng-Edin wurde sie erst die zweite Frau, die eine Staffel für sich entscheiden konnte.

## Erfolge

### Telemarken
Weltmeisterschaften
- Meiringen 1997: 1. Classic

### Ski Alpin
Weltmeisterschaften
- St. Anton 2001: 3. Slalom
- St. Moritz 2003: 18. Kombination, 34. Abfahrt

Weltcup
- Saison 2000/01: 8. Slalom-Wertung
- 8 Platzierungen unter den besten zehn

Europacup
- Saison 2004/05: 4. Gesamtwertung, 4. Slalom-Wertung
- 2 Podestplätze

### Freestyle
Olympische Spiele
- Vancouver 2010: 2. Skicross

Weltmeisterschaften
- Madonna di Campiglio 2007: 10. Skicross
- Voss 2013: 19. Skicross

X-Games
- Aspen 2006: 2. Skier X
- Aspen 2012: 2. Skier X

Weltcup
- 5 Podestplätze in der Disziplin Skicross, davon 1 Sieg:

| Datum           | Ort            | Land       |
| --------------- | -------------- | ---------- |
| 10. Januar 2009 | Les Contamines | Frankreich |